# Salpinga pusilla
Salpinga pusilla là một loài thực vật có hoa trong họ Mua. Loài này được Wurdack miêu tả khoa học đầu tiên.